# Петроний Максим
Флавий Петроний Максим (лат. Flavius Petronius Maximus) – римски император, на власт близо един месец от 17 март до 22 април 455 г. произхожда от знатното патрицианско семейство на Анициите и бил виден сенатор заемащ множество почетни длъжности и служби по времето на Хонорий и Валентиниан III. Той е син на Флавий Аниций Пробин.
Той е два пъти преториански префект (421 – 439), на Италия (439 – 441) и два пъти консул 433 г. и 443 г. Може би участва в убийството на влиятелния magister militum Аеций (септември 454).
Петроний Максим извършва убийството на император Валентиниан III (на 16 март 455), унижен и оскърбен от императора, който преди това с измама завлича в двореца и изнасилва неговата жена.
Тласкан от амбиция, Максим успява да заеме положението на император, подпомогнат от голямото си богатство и връзки в Сената, склонява Лициния Евдоксия, вдовицата на Валентиниан III, да се омъжи за него, а нейната дъщеря Евдокия той омъжва за своя син цезар Паладий.
Нововъзкачилият се император обаче не разполагал с почти никаква военна подкрепа когато към Рим наближила вандалската флота и армия на крал Гейзерик, извикан на помощ от императрица Лициния Евдоксия, вдовица на предишния владетел. Принуден да се спасява с бягство от града, Петроний Максим бил нападнат, докато яздел по улиците, и убит с камъни от разгневената тълпа.
На 2 юни 455 г. вандалите влезли в Рим и го подложили на систематично разграбване, вземайки като плячка всичко което могат, включително и принцесите от императорския дворец.